# Rugocaudia cooneyi
Rugocaudia cooneyi es la única especie conocida del género extinto Rugocaudia de dinosaurio sauropodomorfo titanosauroide, que vivió a mediados del período Cretácico, hace aproximadamente entre 115 a 108 millones de años, dureante al Aptiense al Albiense, en lo que ahora es Norteamérica. Sus restos fósiles han aparecido en Montana, Estados Unidos. Rugocaudia se conoce solo por el holotipo MOR 334, un esqueleto postcraneal muy parcial encontrado en la Formación Cloverly, que consta de 18 vértebras caudales y material asociado que incluye arco neural aislado, diente, cheurón y sección distal de un metacarpiano. Rugocaudia ha sido descrito por D. Cary Woodruff en 2012 y la especie tipo es Rugocaudia cooneyi. El nombre genérico viene del latín ruga, "rugosa" y cauda, "cola" debido a la rugosidad de sus vértebras caudales. El nombre específico honra al propietario del terreno, J.P. Cooney.